# آستغیک (هنرپیشه)
آستغیک (ارمنی: Աստղիկ؛  ۱۸۵۲ – ۱ مهٔ ۱۸۸۴) یک بازیگر تئاتر و خواننده اهل ارمنستان بود. وی بین سال‌های اوایل دهه ۱۸۷۰ تا - میلادی فعالیت می‌کرد.

## زندگی‌نامه
وی با نام اصلی آمپر ساهاکی گانتارچیان (ارمنی: Ամպեր Սահակի Գանթարճյան) در ۱۸۵۲ در کنستانتینوپل به دنیا آمد . . وی در ۱ مه ۱۸۸۴ در سن ۳۲ سالگی در کنستانتینوپل درگذشت.